# Средноирански планини
Средноиранските планини са дълга планинска система във вътрешните части на обширната Иранска планинска земя. Простират се от северозапад на югоизток по протежение над 1000 km и ширина до 300 km. На северозапад чрез хребета Шахголек (2354 m) се свързват с Арменската планинска земя, а на югоизток чрез хребета Шахсеваран с южните части на Източноиранските планини – платото Серхед. На югозапад система от няколко големи котловини ги отделя от планината Загрос, а на североизток склоновете им постепенно потъват в средноиранските пустини Деще Кевир и Деще Лут. Състоят се от един, на югоизток от два реда паралелни хребети, разделени от широки надлъжни и напречни долини. По-известните хребети са: (от северозапад на югоизток) Шахголек (2993 m), Кергес (3896 m), Кухруд (изгасналия вулкан Хезар 4420 m), Кухбенан (3993 m), Джебалбарез (3962 m), Шахсеваран (2300 m) и др. Относителната височина над околните равнини е 2000-2500 m. Изградени са основно от седиментни и вулканични скали, съпътстващи от безбройни сипеи. Годишната сума на валежите е от 100 до 300 mm. От тях водят началото си множество къси и временни реки, губещи се в околните пустини. Междупланинските долини и долните части на склоновете им са заети от пелино-ефемерови пустини, а горният планински пояс – от фригана. По долините на временните реки растат топола, ива, гръцки орех и др. Развива се номадско животновъдство. По североизточните им подножия са разположени големите ирански градове Язд и Керман, а по югозападните – Исфахан.